# 洞穴花群海葵
洞穴花群海葵（学名：Zoanthus cavernarum）为群体海葵科花群海葵属的动物。分布于越南以及南海西沙群岛等， 群体横卧于礁石的凹陷处。